# Amen.
Amen. (2002) este un film dramatic germano-româno-francez regizat de Costa-Gavras. Filmul prezintă legăturile dintre Vatican și Germania nazistă. În rolurile principale joacă actorii  Ulrich Tukur, Mathieu Kassovitz, Ion Caramitru și Marcel Iureș. Scenariul a fost realizat de Jean-Claude Grumberg și Costa-Gavras și se bazează pe piesa de teatru scrisă de Rolf Hochhuth -  Der Stellvertreter. Ein christliches Trauerspiel (1963).

## Prezentare
În al doilea război mondial, inginerul de salubritate publică și familistul Kurt Gerstein este desemnat de către SS ca șef al Institutului de Igienă pentru purificarea apei pentru armata germană aflată pe front. Mai târziu, este invitat să participe la lupta contra bolilor din lagărele de concentrare și creează gazul letal Zyklon-B. Atunci când este martor la uciderea evreilor de către trupe SS, el decide să denunțe genocidul Papei pentru ca acesta să-l prezinte public și să salveze familii de evrei. Idealistul preot iezuit Riccardo Fontana, care provenea dintr-o familie italiană influentă, face eforturi pentru a stabili o legătură între Gerstein și conducătorii Vaticanului.

## Distribuție
- Ulrich Tukur – Kurt Gerstein
- Mathieu Kassovitz – Riccardo Fontana
- Ulrich Mühe – doctor
- Michel Duchaussoy – cardinal
- Ion Caramitru – contele Fontana
- Marcel Iureș – papa Pius al XII-lea
- Friedrich von Thun – tatăl lui Gerstein
- Antje Schmidt – doamna Gerstein
- Hanns Zischler – Grawitz
- Sebastian Koch – Höss
- Marina Berti – Principesa
- Erich Hallhuber – Von Rutta
- Burkhard Heyl – director
- Angus MacInnes – Tittman
- Bernd Fischerauer – cardinalul Clemens von Galen
- Pierre Franckh – pastorul Wehr
- Cornelia Pavlovici – mama lui Berthe
- Florin Busuioc – ofițer 3 SS
- Maria Rotaru – sora medicală
- Mircea Stoian - civil #2

## Producția
Versiunea în limba germană a filmului a fost distribuită cu titlul original al piesei de teatru Der Stellvertreter.
Deoarece Biserica Romano-Catolică nu permite filmarea în Vatican, scenele de interior au fost realizate în Palatul Parlamentului din România.

## Premii și nominalizări
- 2002: Nominalizat la Ursul de Aur (Costa-Gavras), Berlin
- 2002: Nominalizat la Premiile Academiei Europene de Film, categoria Premiul publicului pentru cel mai bun actor (Ulrich Tukur)[2]